# 1993 في بيلاروسيا
الأحداث من عام 1993 في  بيلاروس

## في السلطة
- الرئيس: لم يُنشأ بعد
- رئيس مجلس السوفيات الأعلى لجمهورية بيلاروسيا: ستانيسلاف شوشكيفيتش

## أحداث
- 30 ديسمبر: تم تسجيل حزب «محبي البيرة» الجديد، الذي تم تشكيله في أغسطس، رسميًا برئاسة أندريه روماشيفسكي.[1]

## مواليد
- 5 مارس: آنا أورليك، لاعبة تنس

## وفيات
- 28 سبتمبر: غالينا ماكاروفا، ممثلة (مواليد 1919)